# Distretto di Soi Dao
Il distretto di Soi Dao (in thailandese: สอยดาว) è un distretto (amphoe) della Thailandia, situato nella provincia di Chanthaburi.